# Undredal
Undredal es un pequeño pueblo en el municipio de Aurland en el condado de Vestland, Noruega. El destino turístico popular de Undredal está localizado a lo largo del Fiordo de Aurland que es una rama del  Fiordo de Sogn, el segundo más grande del mundo. El poblado asienta a lo largo del Fiordo, aproximadamente 5 kilómetros (3.1 millas) al sur de la boca del Fiordo de Nærø. Undredal es la sede de la iglesia medieval (stavkirke) de madera más pequeña en Europa Septentrional.
Con una población de aproximadamente 100 personas y 500 cabras, Undredal es famoso por el queso de cabra marrón (geitost), que aún se produce de manera tradicional.  La producción de queso es importante para la economía local, hay ocho granjas que producen de 9,100 a 10,900 kg por año. También se produce la salchicha de cabra.
Antes de 1988, Undredal era accesible solamente por barco, pero desde entonces la carretera europea E16 tiene una conexión que ocupó la construcción de dos largos túneles. El túnel Gudvanga (11,4 km) conecta al pueblo de Gudvangen con Undredal y el túnel Flenja va a Flåm y Aurlandsvangen al nordeste. A la salida del túnel Gudvanga hay un tramo de 700 metros hasta llegar a la carretera 601 que va a Undredal, este tramo es de 6.5 kilómetros (4.0 millas) hacia el norte.

## Historia
Históricamente, Undredal se menciona por primera vez cuando el Obispo de Bjørgvin (Bergen) nombra allí a Pål Bårdson, un conocido erudito, como representante de la iglesia.  Pål Bårdson era Canciller del tribunal del rey Magnus, más tarde fue Arzobispo de Nidaros (Trondheim) de 1333 hasta que 1346. La  iglesia de madera de Undredal puede ser datada antes de 1147.

## Galería

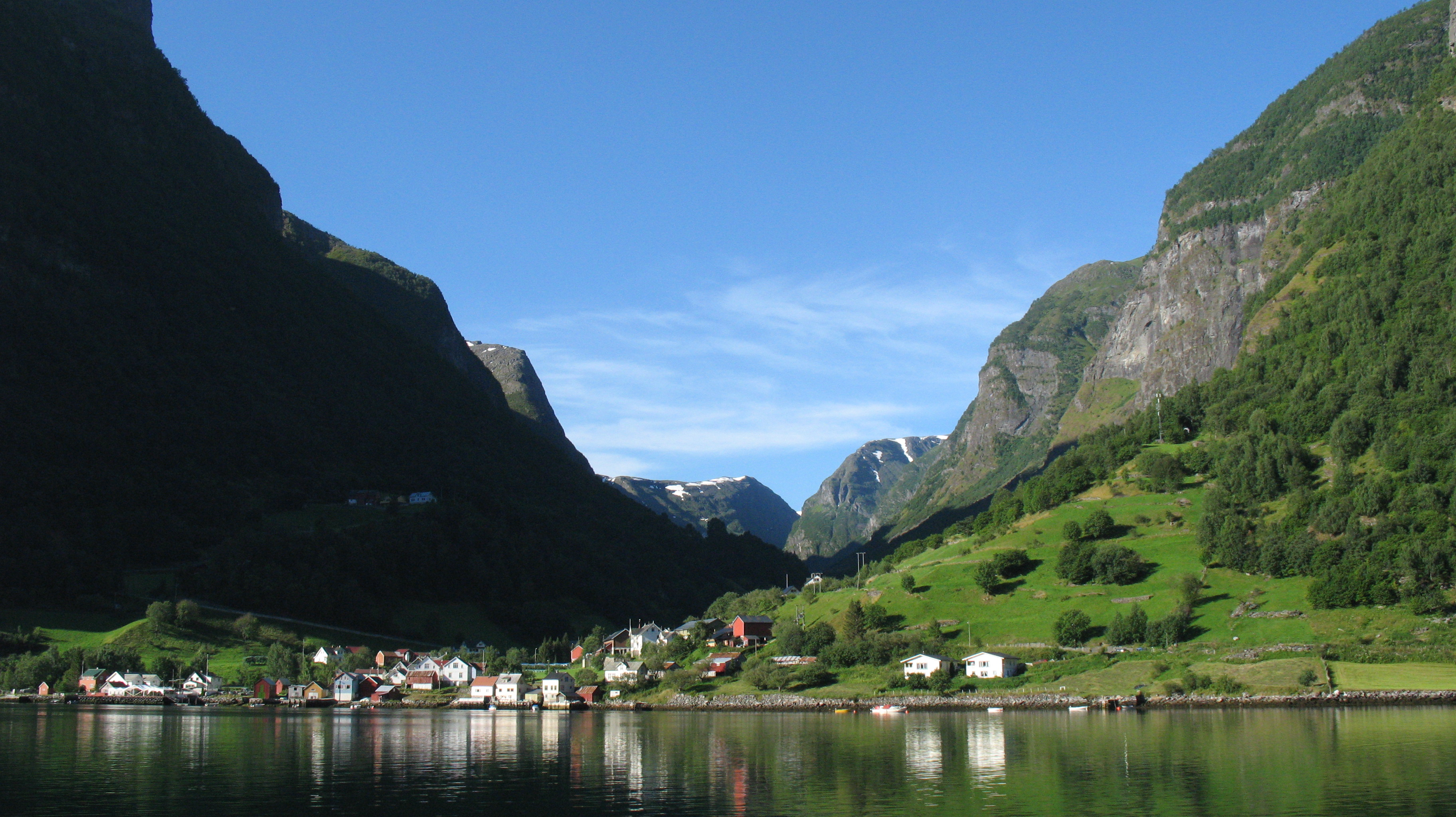
Undredal, vista desde el fiordo de Sogne.
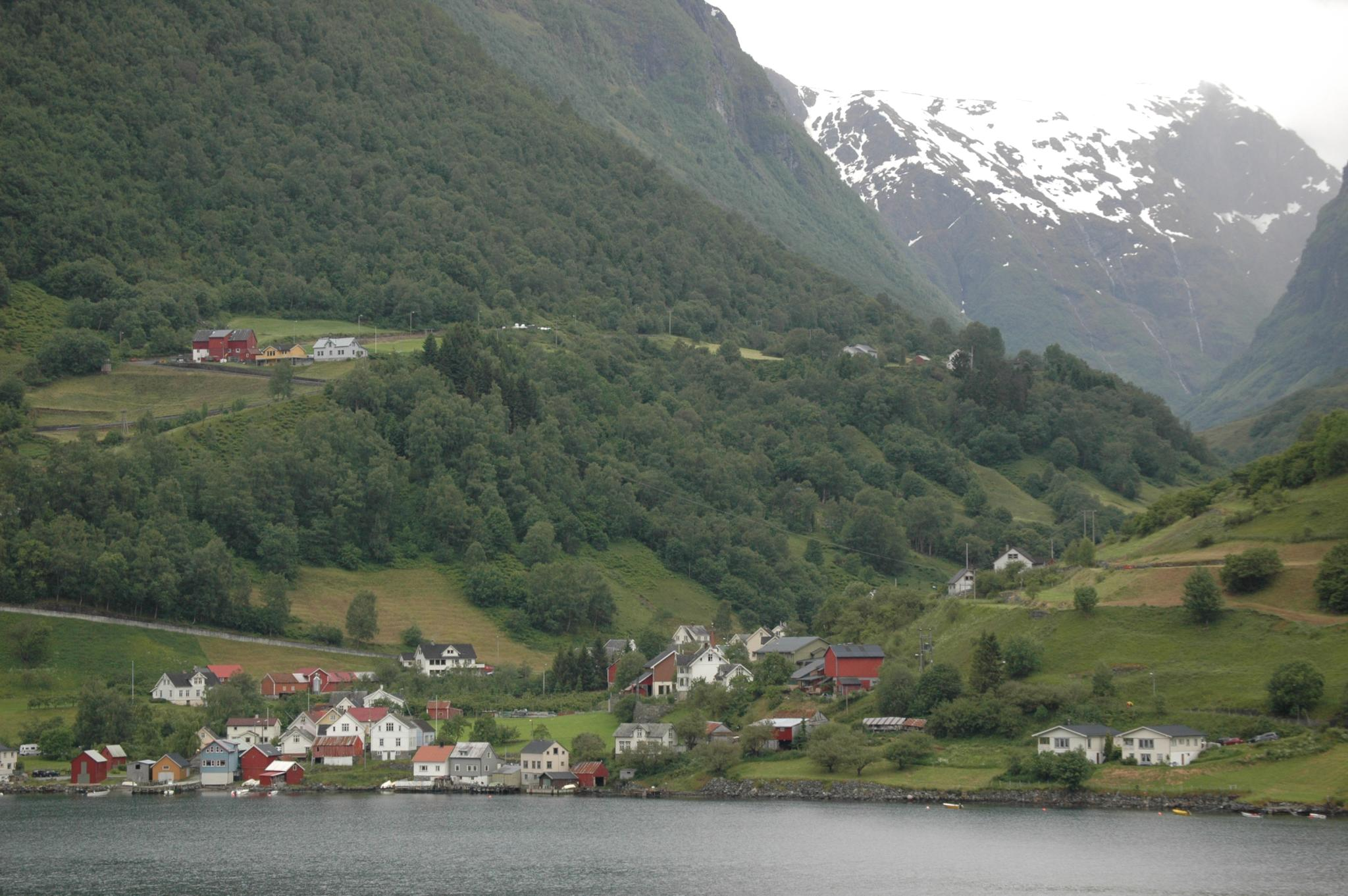
Vista de Undredal.
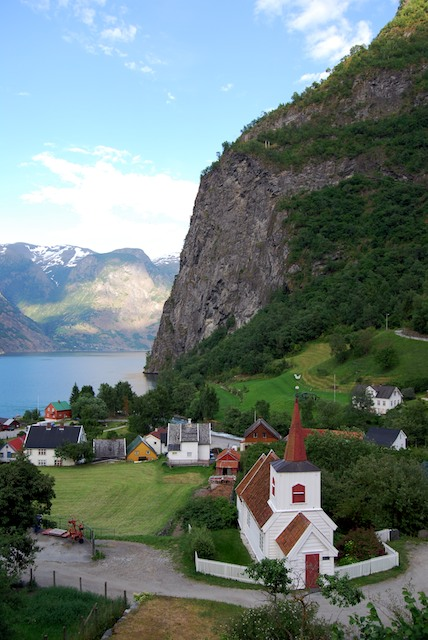
Iglesia de madera de Undredal.
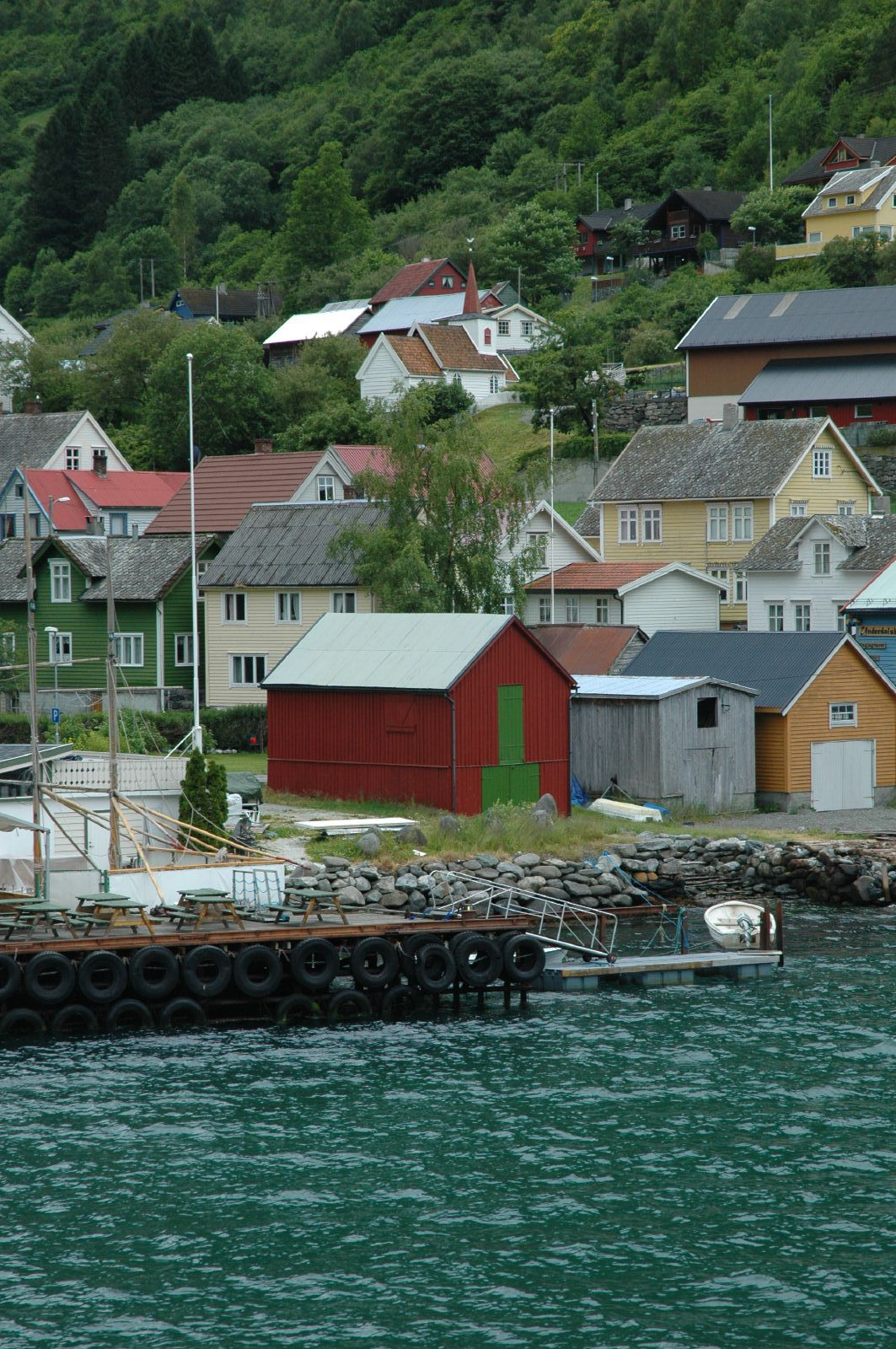
Undredal con la iglesia al fondo.